# Txàsxino
Txàsxino (en rus: Чащино) és un poble (un possiólok) de l'óblast de Sverdlovsk, a Rússia, segons el cens del 2010 tenia 186 habitants.